# Amour toujours (album de Lio)
Cet article concerne l'album de Lio. Pour l'album d'Amanda Lear, voir Amour toujours.
Albums de Lio
Suite sixtine
(1982) Pop model
(1986)
Singles
1. Zip a doo wah
Sortie : 1983
2. La Reine des pommes
Sortie : 1983

Amour toujours est un album studio de la chanteuse Lio sorti en 1983. 
Il s'agit de son troisième album studio - si on prend en compte le disque Suite sixtine publié au Canada. Il n'a pas obtenu le succès du premier. Il n'avait pas bénéficié d'une grande promotion non plus.[réf. nécessaire]
Il a été réédité en CD chez WEA en 1996 et chez Ze Records en 2005 augmenté de titres bonus.

## Titres
| No  | Titre                                                   | Paroles        | Musique                      | Durée |
| --- | ------------------------------------------------------- | -------------- | ---------------------------- | ----- |
| 1.  | La Reine des pommes                                     | Jacques Duvall | Alain Chamfort               | 3:34  |
| 2.  | La Vérité toute nue                                     | Jacques Duvall | Jay Alanski                  | 3:13  |
| 3.  | Zip a doo wah                                           | John Kongos    | John Kongos                  | 3:27  |
| 4.  | Grenade                                                 | Jacques Duvall | Alain Chamfort               | 2:33  |
| 5.  | Trou de mémoire                                         | Jacques Duvall | Jay Alanski                  | 3:07  |
| 6.  | Je voudrais bien me sentir mal                          | Jacques Duvall | Jay Alanski                  | 3:20  |
| 7.  | J'aime un fantôme                                       | Jacques Duvall | Marc Moulin                  | 3:28  |
| 8.  | Motus à La Muette                                       | Jacques Duvall | Jay Alanski                  | 3:02  |
| 9.  | Plus je t'embrasse (Titre original : Heart of My Heart) | Ben Ryan       | Ben Ryan                     | 2:17  |
| 10. | Je m'ennuie de toi                                      | Pierre Grosz   | Alain Chamfort, Michel Pelay | 2:38  |

| 11. | Zip a doo wah (Version longue) | John Kongos     | John Kongos    | 5:00 |
| 12. | Noël                           | Jacques Duvall  | Jay Alanski    | 2:38 |
| 13. | Por quem sonha Anamaria        | Juca Chaves     | Juca Chaves    | 3:13 |
| 14. | Sleigh Ride                    | Mitchell Parish | Leroy Anderson | 2:54 |
| 15. | Tétèoù ? (duo avec Jacky)      | Boris Bergman   | Alain Chamfort | 4:11 |